# Low frequency oscillator
Pour les articles homonymes, voir LFO et oscillator.

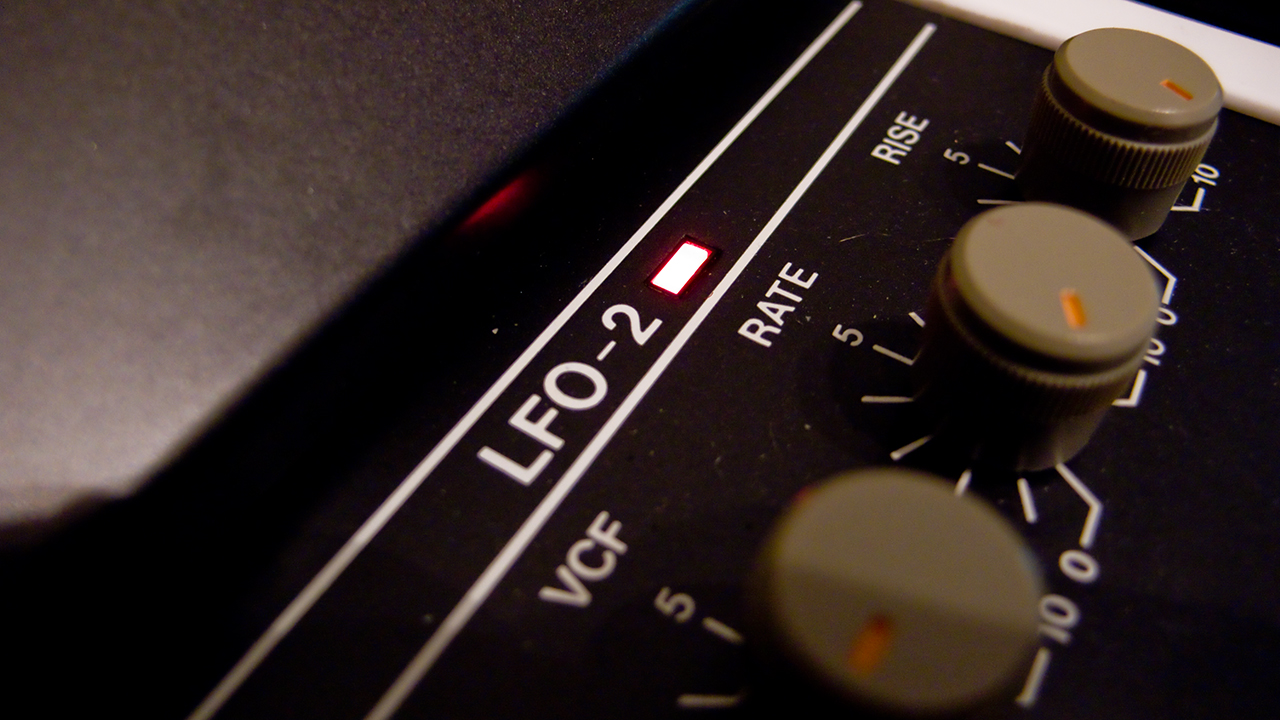
LFO sur le Jupiter-6 de Roland.

Le Low frequency oscillator (LFO) est un générateur d'oscillation très basse fréquence, utilisé en musique pour commander des modulations lentes et périodiques sur un signal sonore.

## Description

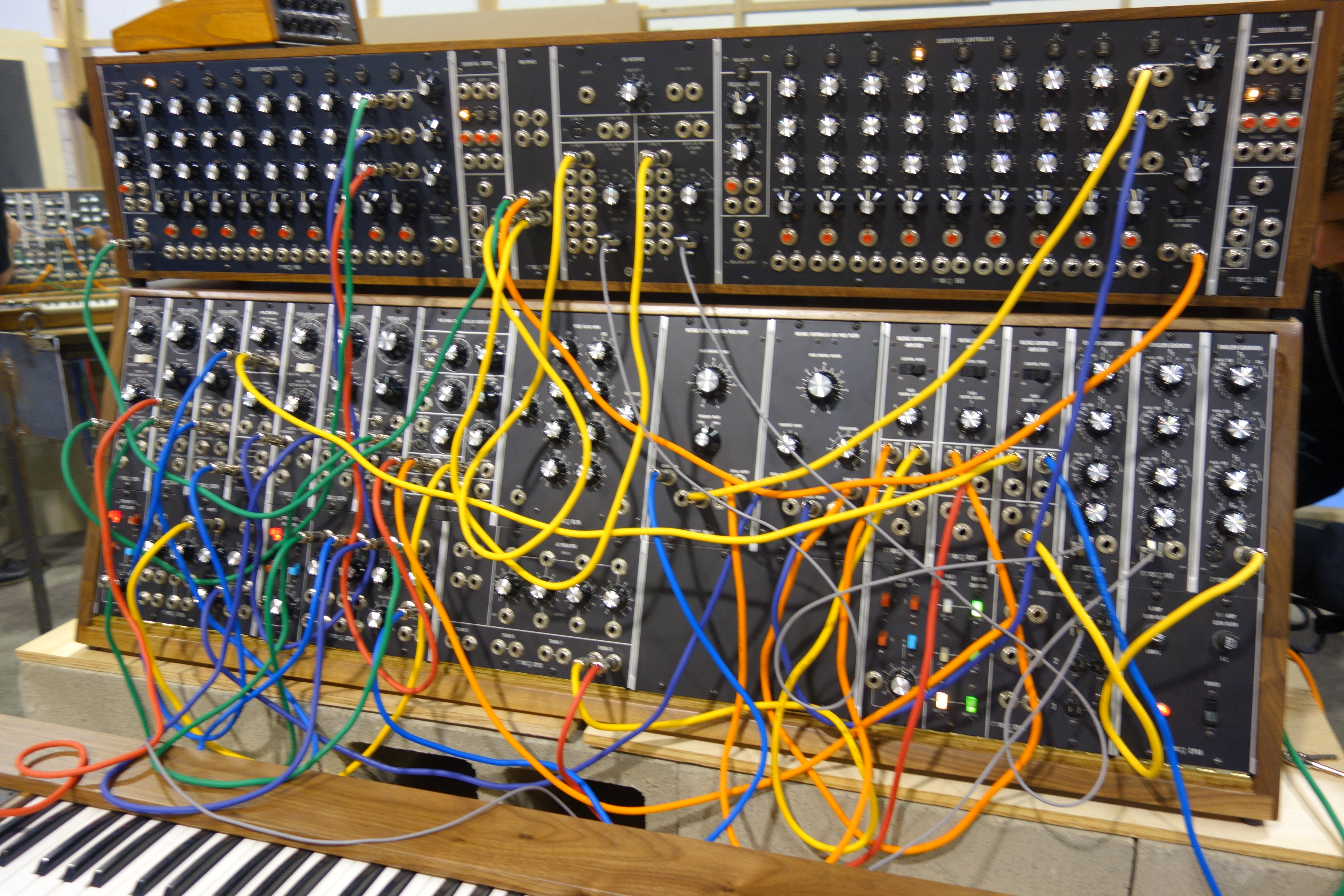
Synthétiseur modulaire.

Le LFO est un oscillateur analogique, numérique ou logiciel, dont la particularité est d'atteindre des fréquences infrasoniques, donc inaudibles ; il est utilisé en musique pour moduler un ou plusieurs autres éléments de la chaîne du signal. Il dispose généralement de différents paramètres de réglages :
- sa fréquence : de 0,1 Hz à 20 Hz ;
- son amplitude ;
- sa forme d'onde : sinusoïdale, triangulaire, carrée, dents de scie, aléatoire, etc. ;
- sa destination, c'est-à-dire l'aspect du son qui va être modulé : niveau (VCA), hauteur (VCO), fréquence de coupure (VCF), pan, etc.

Le concept de LFO est apparu avec les synthétiseurs modulaires dans les années 1960. À l'origine le LFO est une application particulière du VCO dont on descend la plage de réglage dans les fréquences les plus graves et inaudibles. Le LFO est très vite devenu un module analogique à part entière, un générateur de basses fréquences autonome destiné à contrôler tout module commandable en tension. Le LFO numérique, ou contrôlé numériquement, a ensuite fait son apparition, présentant certains avantages comme la possibilité de produire des formes d'ondes plus élaborées, des options de synchronisation au déclenchement ou pour se caler sur une horloge externe (MIDI).
On retrouve un ou plusieurs LFO spécifiques sur la plupart des synthétiseurs.

## Applications

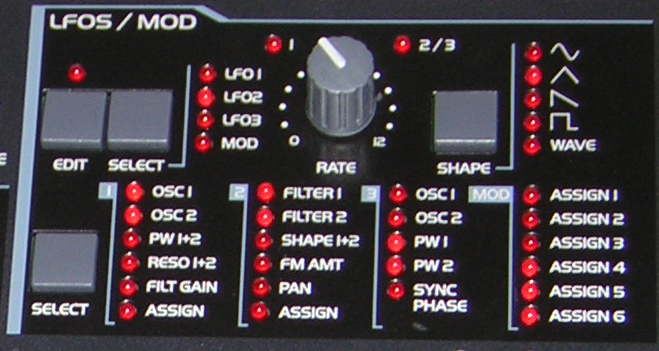
Contrôles nombreux des 3 LFO d'un synthétiseur numérique.

En synthèse sonore, le signal du LFO est utilisé pour créer de nombreux effets périodiques. L'oscillation du LFO peut par exemple être utilisée pour commander l'amplitude du signal modulé (VCA), créant un effet de tremolo. Lorsqu'il est appliqué à la fréquence du signal modulé (VCO) on obtient un effet de vibrato. Le LFO est également à la base des effets de chorus, flanger et phaser. Il peut aussi servir pour déclencher une enveloppe et générer ainsi une séquence simple sur une note.
De manière générale, l'utilisation du LFO est comparable à celle de l'enveloppe, mais le LFO a la particularité d'être périodique.